# Happy Song
«Happy Song» — сингл британського рок-гурту Bring Me the Horizon з їхнього наступного альбому під назвою That's the Spirit. Реліз синглу відбувся 12 липня 2015 на BBC Radio 1.

## Рейтинги в чартах
| Чарт (2015)      | Найвища позиція |
| ---------------- | --------------- |
| Australia (ARIA) | 68              |